# Faruk Bilici
Faruk Bilici, né le 25 décembre 1948 en Turquie, est un historien français et turc, spécialiste de l'histoire ottomane et de la Turquie contemporaine.

## Biographie
Professeur des universités à l’Institut national des langues et civilisations orientales (INALCO).
Historien, spécialiste d'histoire ottomane et de la Turquie contemporaine, Faruk Bilici a été chercheur à l’Institut français d'études anatoliennes d’Istanbul, et maître de conférences à l’Université de Marmara (Istanbul)  en détachement. Il est aujourd'hui professeur des universités à l’INALCO à Paris, où il enseigne les langues et l’histoire ottomanes et turques. Ses recherches portent essentiellement sur le monde ottoman des XVIe-XVIIIe siècles, les relations franco-ottomanes, l’histoire de la mer Noire et sur les différentes formes de l’Islam, de l’Empire ottoman à nos jours,.

## Parcours
- Diplômé de la Faculté des lettres de l'université d'Istanbul, département d'Histoire en 1974
- Doctorat en histoire moderne à l’université Paris IV-Sorbonne en 1978
- Diplômé de l'Institut d'études politiques de Paris, cycle supérieur en 1980
- Archiviste aux Archives départementales de Seine-Maritime (1980-1990)
- Chercheur à l’Institut français d'études anatoliennes d’Istanbul et maître de conférences à l’Université de Marmara d'Istanbul (1990-1993)
- Chargé de cours de l'Histoire de l'Islam à l'Université de Rouen (1995-1998)
- Maître de conférences, puis professeur des universités à l’Institut national des langues et civilisations orientales (INALCO) à Paris, depuis 1995.
- Délégation par le CNRS au Centre d'Études alexandrines (Alexandrie), 2013-2015.

## Publications

### Ouvrages
- La politique française en mer Noire (1747-1789) : vicissitudes d'une implantation, Istanbul, Editions Isis, collection « Studies on Ottoman Diplomatic History, VI », 1992, 201 p. (préface par J. Thobie).
- Le waqf dans le monde musulman contemporain (XIXe – XXe siècles), fonctions sociales, économiques et politiques(direction, introduction et "La genèse du système bancaire et des caisses de solidarité à l'époque ottomane : les fondations (waqfs) monétaires"), Istanbul, Institut français d'études anatoliennes, 1994, 264 p.
- Evliyâ Tchélébi, la guerre des Turcs : récits de batailles, extraits du Livre de Voyages(traduction, introduction et annotation), Arles, Actes Sud-Sindbad, collection « Bibliothèque turque », 2000, 345 p.
- Louis XIV et son projet de conquête d’Istanbul / XIV. Louis ve Istanbul’u Fetih Tasarısı, Türk Tarih Kurumu (la Société d’Histoire turque), Ankara 2004, XIX+380 p. (grand format : cartes, plans et autres illustrations).
- Turquie, Grèce, un passé commun, des nouvelles perspectives(direction, introduction et « La littérature grecque contemporaine traduite en turc : un capital de sympathie ».), numéro spécial des Cahiers balkaniques, 33/2004, inalco (voir compte-rendu : http://balkanologie.revues.org/index2004.html)
- Islam officiel, islam parallèle de l’Empire ottoman à la Turquie contemporaine  (XVIe – XXe siècles), Istanbul, Éditions Isis, collection « Analecta Isisiana », LXXXIV, 2006, 400 p.
- Necati Cumalı, Macédoine 1900, traduction, introduction, postface et notes, Arles, Actes Sud-Sindbad, collection « Bibliothèque turque », 2007, 283 p. (postface : la Macédoine ottomane et Necati Cumalı, p. 253-281).
- Enjeux politiques, économiques et militaires en mer Noire (XIVe – XXIe siècles), études à la mémoire de Mihail Guboglu (direction en collaboration avec Ionel Cândea et Anca Popescu), Musée de Braïla-Editions Istros, Braïla, 2007, 763 p.
- Ahmet Hamdi Tanpinar, Histoire de la littérature turque du XIXe siècle, Actes-sud / Sindbad, collection "Bibliothèque turque", édition dirigée et présentée par Faruk Bilici, traduit du turc par Faruk Bilici, Catherine Erikan, Ferda Fidan et Gül Mete-Yuva, 2012.  (ISBN 9782330000592). 14 × 22,5 / 928 pages (http://www.fabula.org/actualites/tanpinar-ahmet-hamdi-histoire-de-la-litterature-turque-du-xixe-siecle_48588.php )
- Evliyâ Çelebi et l’Europe (direction, introduction et « Le Danube, les Ottomans et le Seyahatnâme d’Evliyâ Çelebi »), numéro spécial des Cahiers balkaniques, n° 41/2013, Inalco, CEB-CREE (sous forme de papier et : http://ceb.revues.org/3932).
- La Turquie, d’une révolution à l’autre (co-dirigé avec Ali Kazancigil et Deniz Akagül), collection Pluriel, SciencesPo/CERI, Fayard, 2013, 341.
- L'expédition d'Égypte, Alexandrie et les Ottomans : l'autre histoire, Collection : Études alexandrines, 2017, 367 p.

- Prix maréchal-Louis-Hubert-Lyautey 2018 de l’Académie des sciences d’outre-mer.
- Le canal de Suez et l’Empire ottoman, Paris, CNRS éditions, 2019, 320 p.https://www.cnrseditions.fr/catalogue/histoire/le-canal-de-suez-et-lempire-ottoman/

### Catalogues d'expositions
- Papier et papeteries en Seine-Maritime (XVIe – XXe siècle), Rouen, 1986, 169 p.
- La Révolution française en Seine-Inférieure (en collaboration avec Éric Wauters), Rouen, 1989, 200 p.
- Histoire et actualité du conseil général de la Seine-Maritime, Rouen, 1990.

### Article dans lesCahiers d'études sur la Méditerranée orientale et le monde turco-iranien
Voir sur le site des CEMOTI.

### Autres articles
- Note d'orientation sur le rôle de l'islam dans la société turque, en collaboration avec J. Vernant, CHEAM, 1979
- Ampleur de la résurgence islamique dans l'État kémaliste, en collaboration avec J. Vernant, CHEAM, 1980
- Le problème des minorités en Turquie, CHEAM, 1980
- « Les trésors de l'ancienne bibliothèque des Jésuites d'Eu », Seine-Maritime aujourd'hui, no 10, avril 1980, p. 29-30.
- « L'immigration en question : la communauté écartelée », dossier central, préparé pour le journal La République de Normandie, 1982, p. 7-12.
- « Les travailleurs immigrés en Seine-Maritime », Études normandes (Revue de l'Université de Rouen), 1982/ 4, p. 37-55.
- « Fransa'da Islam" (l'Islam en France) », Islam Tetkikleri Dergisi (Revue de recherches islamiques de l'Université d'Istanbul), VIII/1-4, 1984, p. 177-203.
- « La présence de l’islam en Seine-Maritime », Minorités religieuses en Normandie, Actes du XXe Congrès des Sociétés historiques et archéologiques de Normandie, Rouen, 1995, p. 279-292.
- « Le sultan des onze mois : Istanbul dans le ramadan », Autrement, numéro spécial sur Istanbul, mars 1988, p. 219-222.
- « Révolution française, révolution turque et fait religieux », Les Arabes, les Turcs et la Révolution française, numéro spécial, Remmm no 52-53, 1989, p. 173-185.
- « Imparatorluktan Cumhuriyete Geçis Döneminde Türk Uleması » (l'Uléma turc à la fin de l'Empire ottoman et au début de la République), Actes du Ve Congrès international sur l'Histoire économique et sociale de la Turquie  (21-25 août 1989, Istanbul), Ankara, Société d'Histoire turque, p. 709-719.
- « Tentatives d'implantation française en mer Noire au XVIIIe siècle », Actes du congrès international sur la mer Noire (1-3 juin 1988), Samsun, 1990, p. 681-693.
- « Thouret : sa vie, ses idées, son procès », Hommage à Jacques-Guillaume Thouret, 1746-1794, Rouen, 1990, p. 43-53.
- « Arşivcilik Öğretimi ve Türkiye'de Başlatılan Uygulama » (l'Enseignement de l'archivistique et l'application commencée en Turquie), Türklük Araştırmaları  Dergisi (Revue de l'université de Marmara), 5/1990, p. 185-210.
- « L'industrie papetière sous la Révolution en Haute-Normandie », Révolution et mouvements révolutionnaires en Normandie, Le Havre, 1990, p. 53-61.
- « Fransa’da Müslümanlar ve Müslüman Çocuklarının Din Eğitimi » (Les musulmans en France et l’éducation religieuse des enfants musulmans), Din  Oğretimi ve Din Hizmetleri Semineri (Éducation religieuse et les services religieux), Actes du Colloque à Ankara des 8-10 avril 1988, Diyanet İşleri Başkanlığı (Direction des Affaires religieuses), Ankara, 1991, p. 389-408.
- « La Révolution française dans l'historiographie turque », la Révolution française dans le monde arabo-musulman (dir. H. Khadhar), Tunisie, Société tunisienne des études du XVIIIe siècle, Tunis, Alif, Les éditions de la Méditerranée, 1991, p. 155-165.
- « Büyük Bir Şeyh'ül-islam Ailesinin Son Halkası : Dürrî-zâde Abdullah Beyefendi » (le dernier maillon d'une grande famille de Shayh al-Islam: Dürrî-zâde Abdullah Beyefendi), Prof. Dr. Bekir Kütükoğlu'na Armagan / Mélanges au Professeur Bekir Kütükoğlu, Istanbul, Université d'Istanbul, 1991, p. 307-318.
- « Islam, modernité et éducation religieuse en Turquie », Modernisation autoritaire en Turquie et en Iran (sous la dir. de S. Vaner), Paris, l'Harmattan, 1991, p. 41-60.
- « Navigation et commerce en mer Noire pendant la guerre otto¬mano-russe de 1787-1792 : les navires ottomans saisis par les Russes », Anatolia moderna, no 3/1992 (Revue de l'Institut français d'études anatoliennes d'Istanbul), p. 261-277.
- « La culture politique des islamistes en Turquie et en  Égypte : héritage commun et spécificités », Modernisation et mobilisation sociale II, Égypte et Turquie, Centre d'études et de documentation économique, juridique et sociale (CEDEJ), le Caire, 1992, p. 154-163.
- « Islamistes de Turquie et d'Égypte : héritages communs, influences, stratégies articulées », La nouvelle dynamique au  Moyen-Orient, les relations entre l'Orient arabe et la Turquie (dir. E. Picard), Paris, l'Harmattan, 1993, p. 30-43.
- « L'Iran dans deux journaux ottomans : Tanin et Beyan'ül-Hak (1908-1912) », Les Iraniens d'Istanbul, (dir. T. Zarcone et F. Zarinebaf), IFEA et IFRI, Paris, Téhéran, Istanbul, 1993, p. 61-74.
- « Sociabilité et expression politique islamistes : les nouveaux waqfs en Turquie », RFSP, 3/1993, p. 412-434.
- « Al-Thakâfat al-Siyaâsiyya al-Islamiyyîn fî Misr wa Turkiya : al-irthu al-mushtarak wa-al-Husûsiyyat », in Faruk Bilici, Iman Farag, Alain Rousillon alii, Al-Islam wa al-Hadâthe : Rûy-i Islamiyya wa garbiyya ‘an Misr wa Turkiya, Markazi Yâfa li al-dirâsât wa-al ibhâth (CEDEJ), Le Caire, 1993, p. 109-129.
- « Chocs et trocs en tout genre à la frontière turco-géorgienne... », Panoramiques, 2e trimestre 1994, no 14, p. 167-171.
- « Bilgi Edinme Hak ve Hürriyeti » (le droit et la liberté à l'information), Arşivcilik Konferansları I (éd. H. Kandur), Istanbul, Librairies de Péra, 1995, p. 64-73
- « Iş Dünyası Arşivleri » (Les archives du monde du travail), Arşivcilik Konferansları I (éd. H. Kandur), Istanbul, Librairies de Péra, 1995, p. 74-81.
- « Fransız ve Türk Arşivlerinin Karşılaştırılması Denemesi : Tarih ve Teşkilât » (Essaie de comparaison des archives turques et françaises : histoire et organisation), Arşivcilik Konferansları I (éd. H. Kandur), Istanbul, Librairies de Péra, 1995, p. 82-102.
- « Les archives du Grand Müftî  en tant que source de l'histoire de l'Empire ottoman », Actes du VIe congrès international sur l'Histoire économique et sociale de l'Empire ottoman et de la Turquie (dir. D. Panzac), Paris, Peeters, 1995, p. 27-34.
- « Les cimetières musulmans en France », Les cimetières et traditions funéraires dans le monde islamique (dir. J.-L. Bacqué-Grammont et Aksel Tibet), Ankara, Türk Tarih Kurumu, 1996, p. 99-105.
- « Alevisme et Bektachisme : alliés naturels de la laïcité en Turquie ? », Islam et laïcité, approches globales et régionales (dir. M. Bozdemir), Paris, l'Harmattan, 1996, p. 281-298.
- L'article « Fransa » (France), in Türkiye Diyanet Vakfı, Islam Ansiklopedisi (Encyclopédie de l’Islam), vol. 13, 1996, (les parties, « Ülkede Islamiyet » Islam dans le pays et « Fransa'da Islam Araştırmaları » Les recherches islamologiques en France), p. 187-193.
- « Les waqfs monétaires à l'époque ottomane : droit hanéfite et pratique », Remmm, numéro spécial sur les Biens collectifs et gestion communautaire (dir. Sylvie Denoix), no 79-80, 1997, p. 73-88
- « Jérusalem dans l'univers ottoman », Voir Jérusalem : Pèlerins, conquérants, voyageurs (dir. B. Philippe), Paris, Cimaise, art et histoire, 1997, p. 63-69.
- « Le parti islamiste turc (Refah Partisi) et sa dimension internationale », in Annales de l'autre islam numéro spécial sur solidarités islamiques : incitations, pratiques, représentations (dir. R. Santucci), no 4, 1997, p. 35-60.
- « Recherches sur les waqfs ottomans au seuil du nouveau millénaire », Arab Historical Review For Ottoman Studies, no 15-16, 1998, consacrés aux Mélanges Halil Sahillioğlu, p. 81-96.
- « La ville adulée chez Yahya Kemal Beyatlı », Istanbul Réelle, Istanbul, Rêvée, (dir. : L. Ammour, N. Monceau, T. Muhidine), Paris, éditions l'Esprit des Péninsules, 1998, p. 25-30.
- « The Function of Alevi-Bektashi Theology in Modern Turkey », Alevi Identity : Religious, Cultural and Political Identities in a Comparative perspective (édit : T. Olsson, E. Özdalga, C. Raudvere), Swedish Researsh Institute in Istanbul, Istanbul, 1998, p. 51-62 (traduction parue en turc sous le titre : Alevi Kimliği, Istanbul, Tarih Vakfı Yurt Yayınları, 1999).
- « Les bibliothèques-waqfs à Istanbul au XVIe siècle : prémices de grandes bibliothèques publiques », Remmm numéro spécial sur les Livres et bibliothèques dans l'Empire ottoman, (dir. F. Hitzel), Aix-en-Provence, no 87-88, 1999, p. 39-59.
- « XVII. Yüzyılın İkinci Yarısında Türk-Fransız İlişkileri : Gizli Harpten Açık İttifaka (Les relations franco-ottomanes dans la seconde moitié du XVIIe siècle : de la guerre implicite à l’alliance objective), Osmanlı, Siyaset, vol. I, Yeni Türkiye, Ankara, 1999, p. 480-492.
- « Bilan des études sur les waqfs ottomans et perspectives à la fin du XXe siècle », Archivum ottomanicum, 18 (2000), p. 105-126.
- « Un « Yalta » au XVIIe siècle : Le projet de conquête d’Égypte du philosophe Leibniz », Notre Histoire, septembre 2001, p. 54-58.
- « L'ange-gardien de Birgivî Mehmed : Ataullah Efendi. La solidarité des oulémas ottomans » (Birgivi Mehmed Efendi’nin Koruyucu Melegi, Ataullah Efendi : Osmanli Ulemasinin Dayanismasi), Osmanli Dünyasinda Bilim ve Egitim, Actes du Congrès international sur l'enseignement et l'éducation dans l'Empire ottoman (Istanbul, 12-15 avril 1999), IRCICA, Istanbul, 2001, p. 249-265.
- « XVII. Yüzyılda Osmanlı İmparatorluğu’nun İki Savaş Anatomisi : Saint-Gotthard ve Kandiye » (L’anatomie des deux guerres de l’Empire ottoman au XVIIe siècle : Saint-Gotthard et Candie), XIII. Türk Tarih Kongresi (XIIIe congrès de l’Histoire turque), Ankara, 4-8 octobre 1999, Ankara, Türk Tarih Kurumu (Société d’Histoire turque), 2002, vol. III/1, p. 139-151.
- « Louis Massignon », in Türkiye Diyanet Vakfı Islam Ansiklopedisi, (Encyclopédie de l’Islam), vol. 28, 2003, p. 100-103.
- « L’Islam en France sous l’Ancien régime et la Révolution : le jeu d’attraction et de répulsion », Rives nord-méditerranéennes, numéro spécial Révolution et minorités religieuses (Télemme, Aix-en-Provence), 2e série, no 14 (2003), p. 17-37(texte integral : http://rives.revues.org/406) ; le même article publié en préface de l’ouvrage : Voltaire : Textes sur l'Orient : tome I - Sur l'Empire Ottoman et le monde arabe, Paris, éditions CODA, 2006.
- « Les ‘imaret ottomanes : un instrument de lutte contre la pauvreté ? », Jean-Paul Pascual (dir.), Pauvreté et richesse dans le monde musulman méditerranéen / Poverty and Wealth in the Muslim Mediterranean World, Maisonneuve et Larose, European Science Foundation, Paris, 2003, p. 271-288.
- « La France et la mer Noire sous le Consulat et l’Empire : ‘la porte du harem ouverte’, Méditerranée, Moyen-Orient : deux siècles de relations internationales, recherches en hommages à Jacques Thobie (dir. W. Arbid, S. Kançal, J.-D Mizrahi, S. Saul), Paris, L’Harmattan, 2003, p. 55-92.
- « Le ‘Livre de Voyage’ d’Evliya Çelebi peut-il constituer une source de l’histoire militaire ?, A. El-Moudden et A. Benhadda (dir.), Le voyage dans le monde arabo-musulman : échange et modernité, Publications de la Faculté des Lettres et des sciences humaines, Rabat, Casablanca, 2003, p. 35-55.
- « Élargissement des compétences de l’État, diminution de l'action des fondations (waqfs) au XIXe siècle dans l'Empire ottoman : l'exemple d'un quartier d'Istanbul », R. Deguilhem et A. Hénia (coor.), Les fondations pieuses (waqf) en Méditerranée : enjeux de société, enjeux de pouvoir, Fondation publique des Awqaf du Koweït, Koweït, 2004, p. 253-278.
- « Support économique de l’Islam orthodoxe : Le waqf de Ataullah Efendi (XVIe – XXe siècles), Anatolia Moderna, n°X (2004), p. 1-51.
- « La Bataille de Saint-Gotthard vue par les Ottomans », Szengotthard-Vasvar 1664, F. Toth (dir.), Szengotthard, 2004, p. 59-70.
- « L’islam à la fin de l’Empire ottoman et dans la république kémaliste : diversité et modération », Semih Vaner (dir.), La Turquie, Paris, Fayard, 2005, p. 291-310
- « Les waqfs ottomans à Istanbul au XVIe siècle : La nâhiye de Mehmed II (Fâtih) », la revue, Awqaf, Koweït, no 8, mai 2005, p. 11-31.
- « Les waqfs constitués par les femmes à Istanbul dans la première moitié du XVIe siècle », la revue, Awqaf, Koweït, no 10, mai 2006, p. 11-34.
- « Les Jeunes-Turcs et la Macédoine (1908-1912) : la province qui fit vaciller l’Empire », Mustafa Kaçar, Zeynep Durukal (dir.), Essays in Honnor of Ekmeleddin Ihsanoğlu. Societies, Cultures, Sciences : A Collection of Articles, vol. I, Research Centre for Islamic History, Art and Culture (IRCICA), Istanbul, 2006, p. 87-102.
- « Ernest Renan », Türkiye Diyanet Vakfı Islam Ansiklopedisi, vol. 34, 2007, p. 568-571.
- « XIX. Yüzyılın Başında Trabzon’daki Fransız Konsolosluğu: Paris’in Asya Kapısı » (Le consulat français à Istanbul au début du XIXe siècle : la porte asiatique de Paris), Uluslararası Karadeniz İncelemeleri Dergisi (International Journal of Black Sea Studies), no 3, automne 2007, p. 35-47.
- « Lutte de pouvoir, Harem et violences dans l’Empire ottoman au XVIIe siècle : les journées de Vakvak (1656)», L'Arbre Anthropogène du Waqwaq, les femmes-fruits et les îles des femmes, éd. Jean-Louis Bacqué-Grammont, en collaboration avec Michele Bernardini et Luca Berardi IUO et IFEA, Series Minor, LXXII, Napoli 2007.
- « Silvestre de Sacy », Türkiye Diyanet Vakfı Islam Ansiklopedisi, vol. 35, 2008, p. 366-367.
- « L’enseignement religieux dans les écoles publiques turques : historique, programme, idéologie », Laïcité en débat : principes et représentations en France et en Turquie (dir. Samim Akgönül), Strasbourg, Presses universitaires de Strasbourg, 2008, p. 223-242.
- « Les relations franco-ottomanes au XVIIe siècle : réalisme politique et idéologie de croisade », Turcs et turqueries (XVIe – XVIIIe siècles), Paris, Presses de l'Université Paris-Sorbonne, 2009, p. 37-61.
- « XVIII. Yüzyilda Karadeniz’de Osmanlı-Rus Mücadelesi », Türk Denizcilik Tarihi (Histoire maritime turque) (éd. Zeki Arıkan, Lütfü Sancar), vol. 2, Istanbul, Deniz Basımevi, 2009, p. 27-37.
- « Semih Vaner et ses recherches sur les partis politiques », Mésogeios, Méditerranée, numéro spécial : hommage à Semih Vaner : Reflexion autour de la Turquie (dir. Deniz Vardar), no 36 ,2010, p. 17-25.
- « Üsküdar, porte de l’Asie, porte de l’Europe », Istanbul, Histoire, promenades, anthologie et dictionnaire (dir. Nicolas Monceau), Paris, Robert Laffont, collection « Bouquins », 2010, p. 479-509.
- « Les Balkans ottomans : un monde englouti », Anatoli (De l’Adriatique a la Caspienne, Territoires, Politique, Sociétés, Nouvelle série des Cahiers d’études sur la Méditerranée orientale et le monde turco-iranien (CEMOTI), dossier : Pour une nouvelle Entente balkanique, Paris, éditions CNRS, 2010, p. 57-70.
- « XIV. Louis Döneminde Fransa ile Türkiye Arasındaki Kültürel İlişkiler » (Les relations culturelles entre la France et la Turquie sous Louis XIV », Harp ve Sulh (ed.: Dejanirah Couto), Istanbul, Kitap Yayınevi, 2010, s. 309-323.
- Chapitre d’ouvrage : « Une ambassade ottomane à la cour de Napoléon : l’expression du conservatisme », Recherches sur le monde ottoman, XVe-XIXe siècle (Jean-Louis Bacqué-Grammont, Pierre-Sylvain Filliozat et Michel Zink éd.), 2014, 310 p.